# Sonderhofen
Sonderhofen är en kommun och ort i Landkreis Würzburg i Regierungsbezirk Unterfranken i förbundslandet Bayern i Tyskland.
Kommunen ingår i kommunalförbundet Aub tillsammans med staden Aub och köpingen Gelchsheim.